# شیمانتو، کوچی (شهرک)
شیمانتو، کوچی (شهرک) (به لاتین: Shimanto, Kōchi (town)) یک منطقهٔ مسکونی در ژاپن است که در استان کوچی واقع شده‌است. شیمانتو ۱۸٬۲۶۹ نفر جمعیت دارد.